# Avril 1835

## Événements
- Avril - août : voyage d'Alexis de Tocqueville et de Gustave de Beaumont au Royaume-Uni. Ils résident d'abord à Londres, pendant un mois, avant de partir pour le Nord. Leur périple les mène à Coventry, Birmingham, Manchester, Liverpool. Ils se rendent ensuite en Irlande: d'abord à Dublin (6-17 juillet) puis dans le Sud, en passant par Carlow, Waterford, Kilkenny, jusqu'à Cork (27 juillet). Remontant ensuite vers le Nord-Ouest, ils passent par Galway et Castlebar, avant de retourner à Dublin (9 août). À la mi-août, les deux amis se séparent: Beaumont part pour l'Écosse (13 août), Tocqueville rentre en France (16 août).

- 18 avril : début du second ministère whig de Lord Melbourne, Premier ministre du Royaume-Uni (fin en 1841). Palmerston est aux Affaires étrangères.
- 28 avril, France : première d'Angelo, tyran de Padoue de Hugo au Théâtre-Français.

## Naissances
- 9 avril : Léopold II de Saxe-Cobourg-Gotha, deuxième roi des Belges († 17 décembre 1909).

## Décès
- 8 avril : Wilhelm von Humboldt (né en 1767), linguiste, fonctionnaire, diplomate, et philosophe allemand.